# NHJ A
Die norwegische Baureihe NHJ A war die Bezeichnung für die erste Dampflokomotivbaureihe Norwegens. Sie wurde zwischen 1851 und 1870 mit insgesamt neun Exemplaren von Robert Stephenson in Newcastle upon Tyne, England, für die Norsk Hoved-Jernbane gebaut.
Die Baureihe wurde long boilere genannt, weil sich der Kessel über die ganze Länge der Lokomotive erstreckte. Die vordere Laufachse war fest im Rahmen fixiert. Die Lokomotiven waren ursprünglich mit einem kleinen Windschutz vor dem Platz des Lokführers ausgestattet. Später erhielten sie ein Führerhaus, jedoch ohne Rückwand, so dass der Heizer die Kohlen vom Schlepptender in die Feuerbüchse schaufeln konnte.

## Geschichte
Die ersten drei Lokomotiven (1–3) wurde bereits im Herbst 1851 ausgeliefert und konnten als Bauzugloks für die Hovedbane eingesetzt werden. Nr. 4 und 5 wurden am 20. November 1852 bzw. am 26. Juli 1853 geliefert und mit der Eröffnung  der Strecke am 1. September 1854 in Betrieb genommen. Erst am 27. Juni 1861 wurden die Nr. 11 und 12 abgeliefert.

## NHJ A1
Als letzte Lokomotive dieser Beschaffungsreihe folgten am 8. Juni 1870 die als A1 bezeichneten Nr. 22 und 23.

## NHJ J
Bei der Einführung der neuen Baureihenübersicht der Gesellschaft im Jahre 1900 wurden die Maschinen eigentlich der neuen Baureihe NHJ J zugeordnet. In diese neue Baureihe wurden zudem die Lokomotiven der Baureihe NHJ B einsortiert. Eine Umzeichnung erfolgte nicht, während ihrer Betriebszeit hatten die Lokomotiven nur die Nummernbezeichnungen 1 bis 5, 11, 12, 22 und 23.

## Einsatz bei NSB
Bei der am 4. März 1926 erfolgte Übernahme der NHJ als Oslo distrikt in die Norges Statsbaner (NSB), die staatliche Bahngesellschaft in Norwegen, waren zwar noch Nr. 22 und 23 vorhanden, wurden aber nicht in den Bestand der NSB übernommen.

## Verbleib
Als ersten Lok schied Nr. 11 aus, die nach einer Kesselexplosion am 22. Dezember 1891 im Bahnhof Strømmen ausgemustert wurde. Dann folgten am 1. April 1906 die Nr. 3 und 1911 die Nr. 1, 2, 4 und 5. Der Einsatz von Nr. 12 endete 1919, der von Nr. 23 am 27. Juli 1926. Die letzte Maschine war Nr. 22, die am Tag ihrer Aussonderung am 18. November 1927 bereits weit über ein Jahr den NSB gehörte. Alle Lokomotiven wurden verschrottet.